# Ibestads kommun
Ibestads kommun (norska: Ibestad kommune) är en kommun i Troms fylke i norra Norge. Kommunen består av området kring öarna Andørja (135 km²) och Rolla (107 km²). Kommunens centralort är tätorten Hamnvik (Ibestad) på ön Rolla.

## Administrativ historik
Ibestads kommun bildades på 1830-talet samtidigt med flertalet andra norska kommuner.
Kommunen delades första gången 1854 när Bardu kommun avskiljdes. Andra delningen skedde 1871 då Salangens kommun bildades. Tredje delningen skedde 1907 då Lavangens kommun bildades. Vid den fjärde delningen 1926 bildades Andørja, Astafjords och Gratangens kommuner. 1964 slogs kommunen samman med Andørja kommun samtidigt som ett område med 143 invånare på ön Rolla överfördes från Skånlands kommun.

## Tätorter
I Ibestads kommun finns en tätort:
- Hamnvik (centralort)

## Socknar
Inom Norska kyrkan är Ibestads kommun indelad i två socknar:
- Andørja socken
- Ibestads socken

Socknarna ingår i Trondenes prosteri i Nord-Hålogalands stift.